# Association aéronautique et astronautique de France
L'Association aéronautique et astronautique de France, in acronimo AAAF, è una associazione francese del settore aerospaziale.
È nata nel 1971 dall'unione dell'Association française des ingénieurs et techniciens de l'aéronautique et de l'espace (AFITAE) fondata nel 1945, e della Société française d'astronautique (SFA), fondata nel 1955. 

L'attività dell'AAAF consiste nel mettere in contatto persone interessate per ragioni professionali o personali al settore aerospaziale per rappresentare il loro punto di vista e per portare avanti la divulgazione delle conoscenze scientifiche e tecnologiche legate all'industria aerospaziale e della sua storia. I suoi soci sono in prevalenza tecnici, ingegneri e ricercatori. Tra i suoi partner industriali ci sono le più grandi industrie nazionali ed europee del settore, come Thales Alenia Space, EADS e Arianespace. I suoi soci onorari comprendono tra l'altro l'ex presidente della Federazione astronautica internazionale Roger Chevalier e l'astronauta Jean-François Clervoy.
È socio fondatore della  Confederazione europea delle associazioni aerospaziali (CEAS) insieme con l'associazione equivalente tedesca  Deutsche Gesellschaft für Luft – und Raumfahrt Lilienthal – Oberth e.V. (DGLR), la britannica  Royal Aeronautical Society (RAES) e l'italiana  Associazione italiana di aeronautica e astronautica (AIDAA).